# Szent Paraszkiva-fatemplom (Zsupánfalva)
A zsupánfalvi Szent Paraszkiva-fatemplom műemlékké nyilvánított épület Romániában, Temes megyében. A romániai műemlékek jegyzékében az  TM-II-m-B-06244 sorszámon szerepel.

## Leírása
A férfiaknak külön bejárata volt az épület északi oldalán. A tetőt és a tornyocskát zsindely fedi. A templom belsejét eredetileg festmények borították, de ezeket gondatlanságból lemeszelték.